# Championnat du Portugal féminin de football 2021-2022
Navigation
Édition précédente Édition suivante
La saison 2021-2022 du Championnat du Portugal féminin de football est la 37e édition de la compétition.

## Organisation
Les seize équipes sont réparties dans deux poules de huit et s'affrontent une fois. Après la première phase, les quatre premiers de poule se retrouvent dans un championnat pour déterminer le champion. Les quatre derniers de poule se rencontrent dans un autre championnat pour déterminer les relégations. Les deux premiers de la poule relégation obtiennent leur maintien, le dernier est relégué directement. Les autres équipes de cette poule jouent un barrage avec trois équipes de deuxième division sous forme d'un tournoi à élimination directe où le vainqueur joue en première division la prochaine saison.
La saison prochaine le championnat passera à 12 équipes.

## Compétition

### Première phase
| Rang | Équipe              | Pts | J | G | N | P | Bp | Bc | Diff |
| ---- | ------------------- | --- | - | - | - | - | -- | -- | ---- |
| 1    | SC Braga            | 21  | 7 | 7 | 0 | 0 | 31 | 1  | +30  |
| 2    | Famalicão           | 16  | 7 | 5 | 1 | 1 | 22 | 3  | +19  |
| 3    | Länk Vilaverdense P | 13  | 7 | 4 | 1 | 2 | 17 | 10 | +7   |
| 4    | Clube de Albergaria | 8   | 7 | 2 | 2 | 3 | 5  | 9  | -4   |
| 5    | Valadares Gaia      | 7   | 7 | 1 | 4 | 2 | 11 | 13 | -2   |
| 6    | Condeixa            | 5   | 7 | 1 | 2 | 4 | 7  | 11 | -4   |
| 7    | Varzim P            | 4   | 7 | 1 | 1 | 5 | 3  | 23 | -20  |
| 8    | Gil Vicente         | 4   | 7 | 1 | 1 | 5 | 3  | 29 | -26  |

| Rang | Équipe        | Pts | J | G | N | P | Bp | Bc | Diff |
| ---- | ------------- | --- | - | - | - | - | -- | -- | ---- |
| 1    | SL Benfica T  | 18  | 7 | 6 | 0 | 1 | 32 | 11 | +21  |
| 2    | Sporting CP   | 17  | 7 | 5 | 2 | 0 | 24 | 2  | +22  |
| 3    | Torreense     | 12  | 7 | 3 | 3 | 1 | 14 | 6  | +8   |
| 4    | CS Marítimo   | 11  | 7 | 3 | 2 | 2 | 12 | 6  | +6   |
| 5    | Amora FC      | 11  | 7 | 3 | 2 | 2 | 12 | 16 | -4   |
| 6    | CA Ouriense   | 5   | 7 | 1 | 2 | 4 | 7  | 12 | -5   |
| 7    | Estoril-Praia | 2   | 7 | 0 | 2 | 5 | 2  | 19 | -17  |
| 8    | Atlético CP P | 1   | 7 | 0 | 1 | 6 | 2  | 33 | -31  |

### Deuxième phase

#### Poule championnat
| Rang | Équipe              | Pts | J  | G  | N | P  | Bp | Bc | Diff |
| ---- | ------------------- | --- | -- | -- | - | -- | -- | -- | ---- |
| 1    | SL Benfica T        | 40  | 14 | 13 | 1 | 0  | 36 | 4  | +32  |
| 2    | Sporting CP C       | 31  | 14 | 10 | 1 | 3  | 40 | 9  | +31  |
| 3    | SC Braga            | 25  | 14 | 8  | 1 | 5  | 24 | 10 | +14  |
| 4    | Famalicão           | 22  | 14 | 7  | 1 | 6  | 23 | 12 | +11  |
| 5    | CS Marítimo         | 21  | 14 | 7  | 0 | 7  | 25 | 36 | -11  |
| 6    | Torreense           | 14  | 14 | 4  | 3 | 7  | 14 | 21 | -7   |
| 7    | Clube de Albergaria | 7   | 14 | 2  | 1 | 11 | 9  | 40 | -31  |
| 8    | Länk Vilaverdense P | 3   | 14 | 1  | 0 | 13 | 11 | 50 | -39  |

| Légende : Qualifications et relégations | Légende : Qualifications et relégations                                  |
| --------------------------------------- | ------------------------------------------------------------------------ |
|                                         | Ligue des champions féminine de l'UEFA 2022-2023                         |
|                                         | T : Tenant du titre P : Promu C : Vainqueur de la Coupe du Portugal 2022 |

#### Poule relégation
Les deux premiers se maintiennent en première division, les équipes de la 3e à la 7e place disputent un barrage avec trois équipes de deuxième division sous forme de tournoi à élimination directe dont le vainqueur s'assurera le maintien ou la promotion en première division. Atlético CP est relégué et annonce la cessation d'activité de son équipe féminine.
| Rang | Équipe         | Pts | J  | G  | N | P  | Bp | Bc | Diff |
| ---- | -------------- | --- | -- | -- | - | -- | -- | -- | ---- |
| 1    | Amora FC       | 37  | 14 | 12 | 1 | 1  | 53 | 22 | +31  |
| 2    | Valadares Gaia | 34  | 14 | 11 | 1 | 2  | 33 | 10 | +23  |
| 3    | CA Ouriense    | 29  | 14 | 9  | 1 | 4  | 26 | 17 | +9   |
| 4    | Condeixa       | 20  | 14 | 6  | 2 | 6  | 28 | 21 | +7   |
| 5    | Gil Vicente    | 16  | 14 | 5  | 1 | 8  | 15 | 36 | -21  |
| 6    | Estoril-Praia  | 10  | 14 | 2  | 4 | 8  | 10 | 17 | -7   |
| 7    | Varzim P       | 9   | 14 | 2  | 3 | 9  | 15 | 29 | -14  |
| 8    | Atlético CP P  | 7   | 14 | 2  | 1 | 11 | 17 | 45 | -28  |

Les cinq équipes qualifiées sont rejointes par le Clube Futebol Benfica, Rio Ave et Racing Power FC. À l'issue du tournoi, CA Ouriense et CF Benfica se retrouvent en finale le 26 juin 2022 pour déterminer le vainqueur.
Le Clube Futebol Benfica remporte la finale 1 à 0 et retrouve la première division la prochaine saison, si le club obtient la licence. Finalement le CF Benfica ne sera pas autorisé à jouer en première division, les deux clubs restent dans leur division respective.

## Statistiques individuelles
Mise à jour le 11 mai 2022.
| Joueuse                  | Club                          | Buts | Buts | Buts | Buts | Buts  |
| Joueuse                  | Club                          | GN   | GS   | PC   | PR   | Total |
| ------------------------ | ----------------------------- | ---- | ---- | ---- | ---- | ----- |
| Mafalda Marujo           | Amora FC                      |      | 7    |      | 11   | 18    |
| Telma Encarnação         | CS Marítimo                   |      | 7    | 10   |      | 17    |
| Diana Silva              | Sporting CP                   |      | 7    | 8    |      | 15    |
| Caroline Kehrer          | Torreense                     |      | 5    | 6    |      | 11    |
| Valéria                  | CA Ouriense/Länk Vilaverdense |      | 3    | 5    | 3    | 11    |
| Cloé Lacasse             | Benfica Lisbonne              |      | 5    | 5    |      | 10    |
| Vitória Almeida          | SC Braga                      | 7    |      | 3    |      | 10    |
| Francisca Nazareth       | Benfica Lisbonne              |      | 9    | 1    |      | 10    |
| Fernanda Tipa            | FC Famalicão                  | 2    |      | 8    |      | 10    |
| Cristina Ferreira        | Valadares Gaia                | 4    |      |      | 6    | 10    |
| Melanie Cunha            | Condeixa                      |      |      |      | 9    | 9     |
| Jermaine Seoposenwe (en) | SC Braga                      | 6    |      | 2    |      | 8     |
| Myra Delgadillo (en)     | SC Braga                      | 5    |      |      |      | 6     |
| Inês Macedo              | Länk Vilaverdense             | 5    |      |      |      | 5     |

## Bilan de fin de saison
| Championnat du Portugal féminin de football 2021-2022                        |                         |
| Champion                                                                     | SL Benfica (2e titre)   |
| Dauphin                                                                      | Sporting CP             |
| Coupes et trophées                                                           |                         |
| Vainqueur de la Coupe du Portugal 2021-2022                                  | Sporting CP             |
| Qualifications continentales                                                 |                         |
| Ligue des champions féminine de l'UEFA 2022-2023                             | SL Benfica              |
| Promotions et relégations                                                    |                         |
| Promus en Championnat du Portugal féminin de football                        | Sport Futebol Damaiense |
| Promus en Championnat du Portugal féminin de football                        | Clube Futebol Benfica   |
| Relégués en Championnat du Portugal féminin de football de deuxième division | Condeixa                |
| Relégués en Championnat du Portugal féminin de football de deuxième division | Gil Vicente             |
| Relégués en Championnat du Portugal féminin de football de deuxième division | Estoril-Praia           |
| Relégués en Championnat du Portugal féminin de football de deuxième division | Varzim                  |
| Relégués en Championnat du Portugal féminin de football de deuxième division | Atlético CP             |